# 평년
평년(平年)은 윤년이 아닌 해를 말한다.
태양력에서는 2월이 28일까지 있는 해이고, 한 해의 총 일수는 365일이다. 태음태양력에서는 윤달이 없는 해이며, 보통 한 해의 총 날수가 365일 내지 366일이다.
예를 들어 일요일로 시작되는 평년이면 2월 28일도 그 해 같은 요일로 끝난다.
또한, 윤년에만 열리는 하계 올림픽과는 달리, 2의 배수에 해당하는 평년(예: 2018년, 2022년 등)에 동계 올림픽과 FIFA 월드컵이 개최된다. 대한민국에는 지방선거를 하게 되고 미국에는 중간선거를 하게 된다.

## 같이 보기
- 윤년
- 월요일로 시작하는 평년
- 화요일로 시작하는 평년
- 수요일로 시작하는 평년
- 목요일로 시작하는 평년
- 금요일로 시작하는 평년
- 토요일로 시작하는 평년
- 일요일로 시작하는 평년